# Fabián Alarcón
Fabián Ernesto Alarcón Rivera (Quito, 14 de abril de 1947) é um advogado e político equatoriano. Ocupou o cargo de presidente interino de seu país em duas ocasiões: entre 6 de fevereiro de 1997 e 9 de fevereiro de 1997 e de 11 de fevereiro de 1997 a 10 de agosto de 1998. Também foi vereador de Quito, prefeito de Pichincha, deputado e presidente da Assembleia Nacional do Equador.
Ele continua a receber uma pensão anual vitalícia do governo equatoriano de 28.000 dólares.